# Stadhuis van Middelburg
Het stadhuis van Middelburg, gelegen aan de Markt, is een stadhuis dat in laatgotische stijl is gebouwd. De bouw begon in 1452, geleid door meerdere generaties van de uit Mechelen afkomstige architectenfamilie Keldermans, en duurde tot 1520. Het stadhuis heeft een toren met een klok en een carillon. Middelburgers noemen de toren Malle Betje, omdat de klok altijd achterloopt bij die van de Lange Jan.

## Geschiedenis

### Bouw

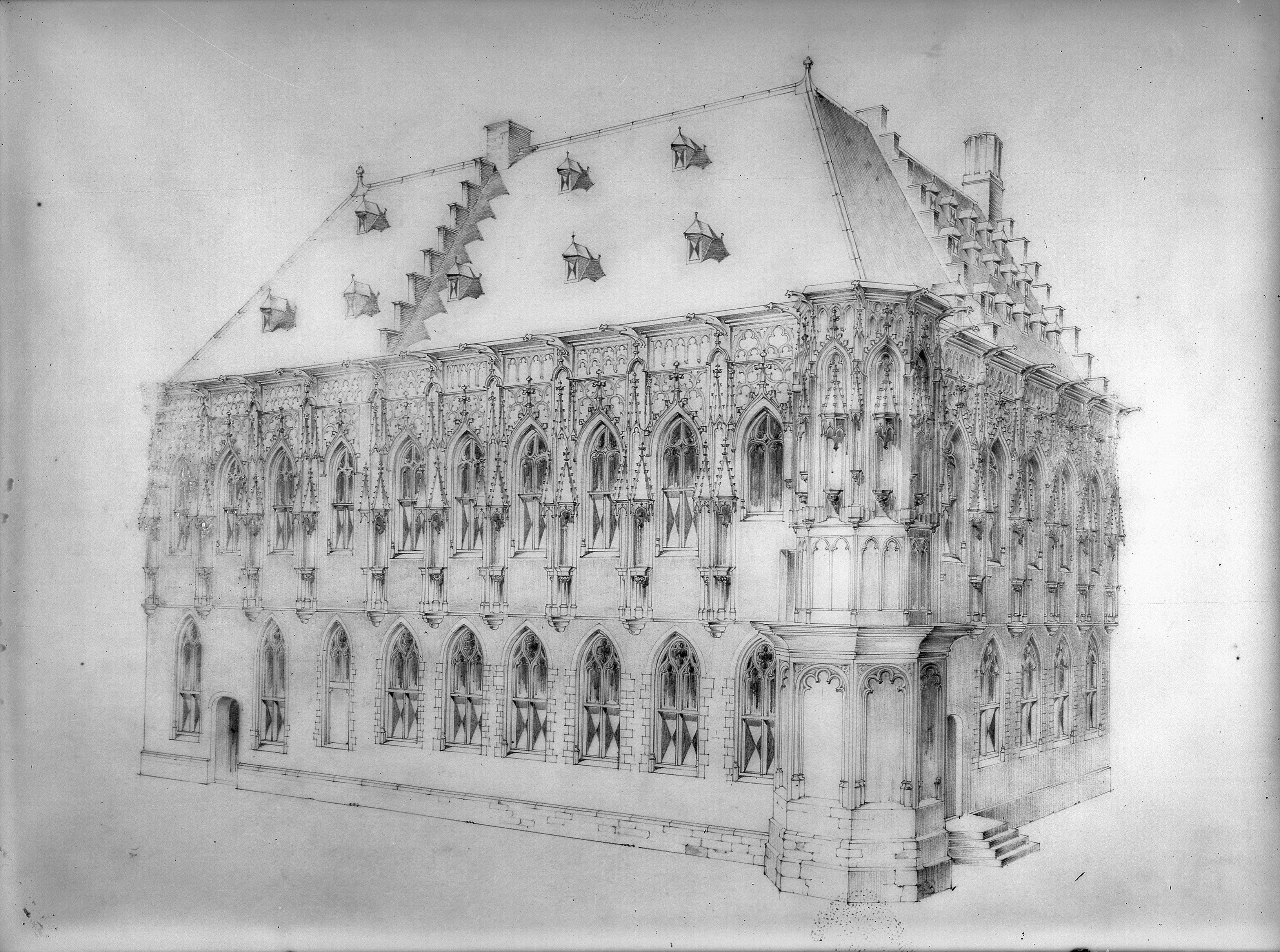
Impressie van de eerste bouwfase.

#### Eerste fase (1452-1460)
Zeer waarschijnlijk bezat Middelburg reeds in de 13e eeuw een stadhuis, gelegen aan de Lange Delft. Een brand in 1426 legde dit stadhuis in de as, maar werd op dezelfde plek herbouwd. In 1451 vergaderden de burgemeesters al over de bouw van een nieuw stadhuis. Op 21 april 1452 werd de eerste steen gelegd voor het stadhuis aan de Markt. De bouw betrof niet alleen het stadhuis, maar ook de Vleeshal en Lakenhal. Wellicht had de snelle nieuwbouw te maken met de bloeiperiode die Middelburg in de 15e eeuw doormaakte na de vrede van Kopenhagen. In 1453 duikt voor het eerst de naam Keldermans op. Andries I verrichtte steenhouwersarbeid ten behoeve van het stadhuis, een jaar later werd hij bijgestaan door zijn broers Matthijs I en Jan III. In de daarop volgende jaren waren de drie broers betrokken bij de bouw van het stadhuis. Op 14 maart 1458 kon er voor het eerst vergaderd worden 'op die nieuwe kamer'. De eerste fase van de bouw van het stadhuis werd afgesloten in 1460. In dat jaar werden ijzeren vensters en een ijzeren deur aangebracht in de schrijfkamer, 'daar men de handvesten in sluiten zal'. Kennelijk werden in dit vertrek de belangrijke privileges van de stad bewaard.

#### Tweede fase (1506-1523)

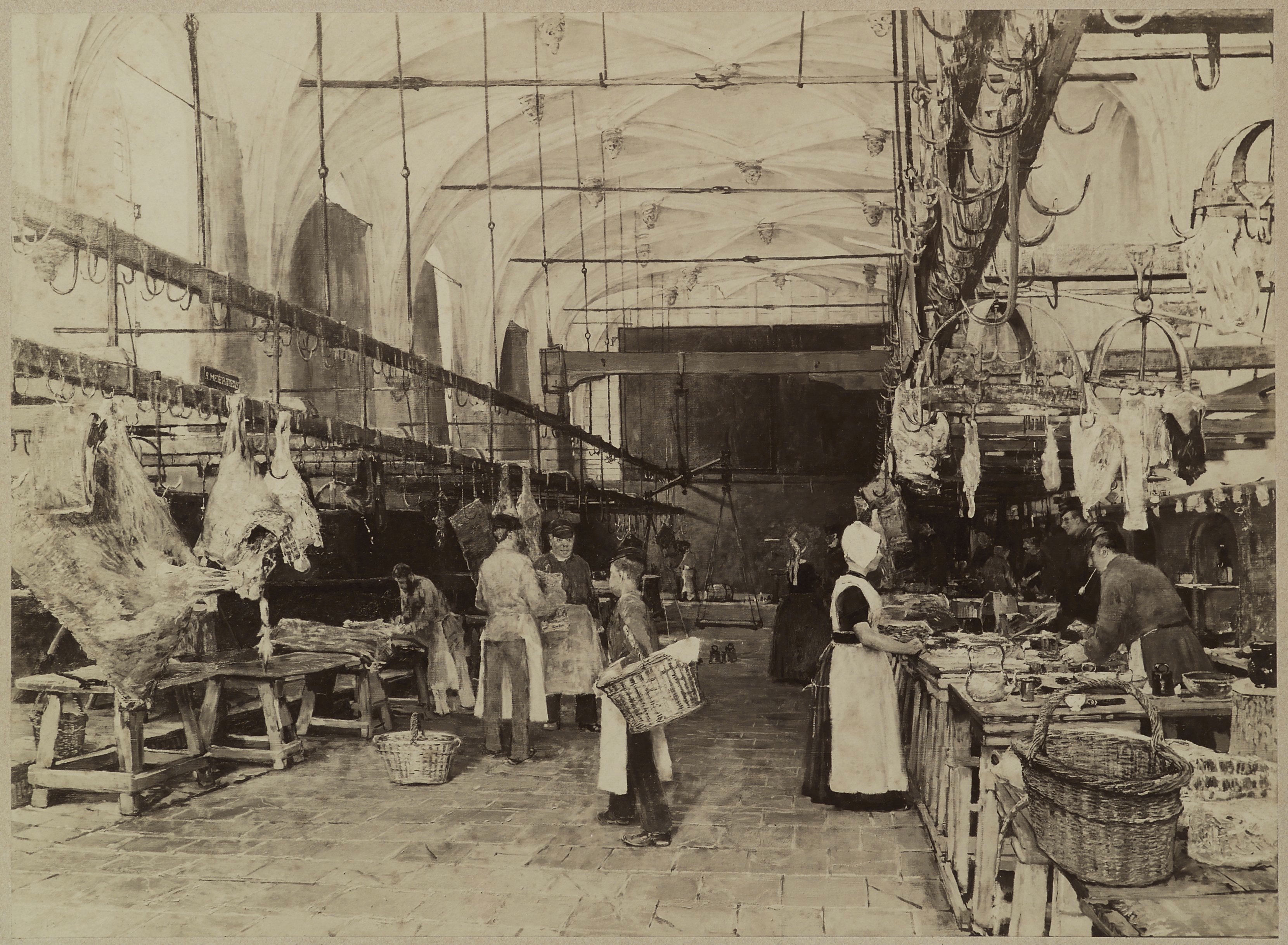
Interieur van de Vleeshal vóór 1900.

In 1506 werd gestart met de tweede bouwfase van het stadhuis. In dat jaar werden stenen trappen en materiaal voor de toren aangekocht. De toren, ontworpen door Anthonis I, werd tussen 1512 en 1516 gebouwd. Het duurde echter tot 1521 voordat de toren met hout en leien werd gedekt. De toren had oorspronkelijk hoger moeten worden, maar men besloot uiteindelijk de toren te laten zoals hij was. Dit verklaart waarom het zolang duurde voordat het dak werd aangebracht. De topgevels aan de Lange Noordstraat en aan de kant van de Markt kwamen respectievelijk in 1512 en 1513 gereed. Rombout II voerde beide gevels uit, evenals de omlijsting van de Vleeshal. Rombout II is de laatste Keldermans die betaald werd voor werk aan het stadhuis, en wel in 1521. De tweede bouwfase werd afgesloten met de aankoop van een stukje grond ten westen van het stadhuis in 1523, bestemd voor het steegje 'De Helm'.

#### Derde fase (1560-1858)
Na 1523 was het stadhuis grotendeels af maar in de eeuwen die volgden vonden verschillende verbouwingen en verfraaiingen plaats. De stadhuistoren kreeg tussen 1560 en 1562 zijn huidige gedaante. De toren werd bekroond met een windwijzer in de vorm van een 'zeeridder'. Het uurwerk, vervaardigd in 1525, werd in 1590 met 'twee houten mannekens' versierd. In 1613 werd de ingang van het stadhuis naar rechts verplaatst. In 1756 kwam het huidige bordes voor de ingang tot stand, van de hand van stadsarchitect Jan de Munck (1687-1768). In de top van de Vleeshal werd in 1729 een grote houten zonnewijzer aangebracht, die eveneens door hem ontworpen was. In de 19e eeuw onderging het stadhuis nog een kleine verandering. Het 16e-eeuwse arends- of adelaarshuisje dat zich voor de ingang van de Vleeshal bevond, werd in 1858 afgebroken. In dit huisje waren één of meerdere arenden gehuisvest als verwijzing naar het Middelburgse wapen.

#### Latere uitbreidingen

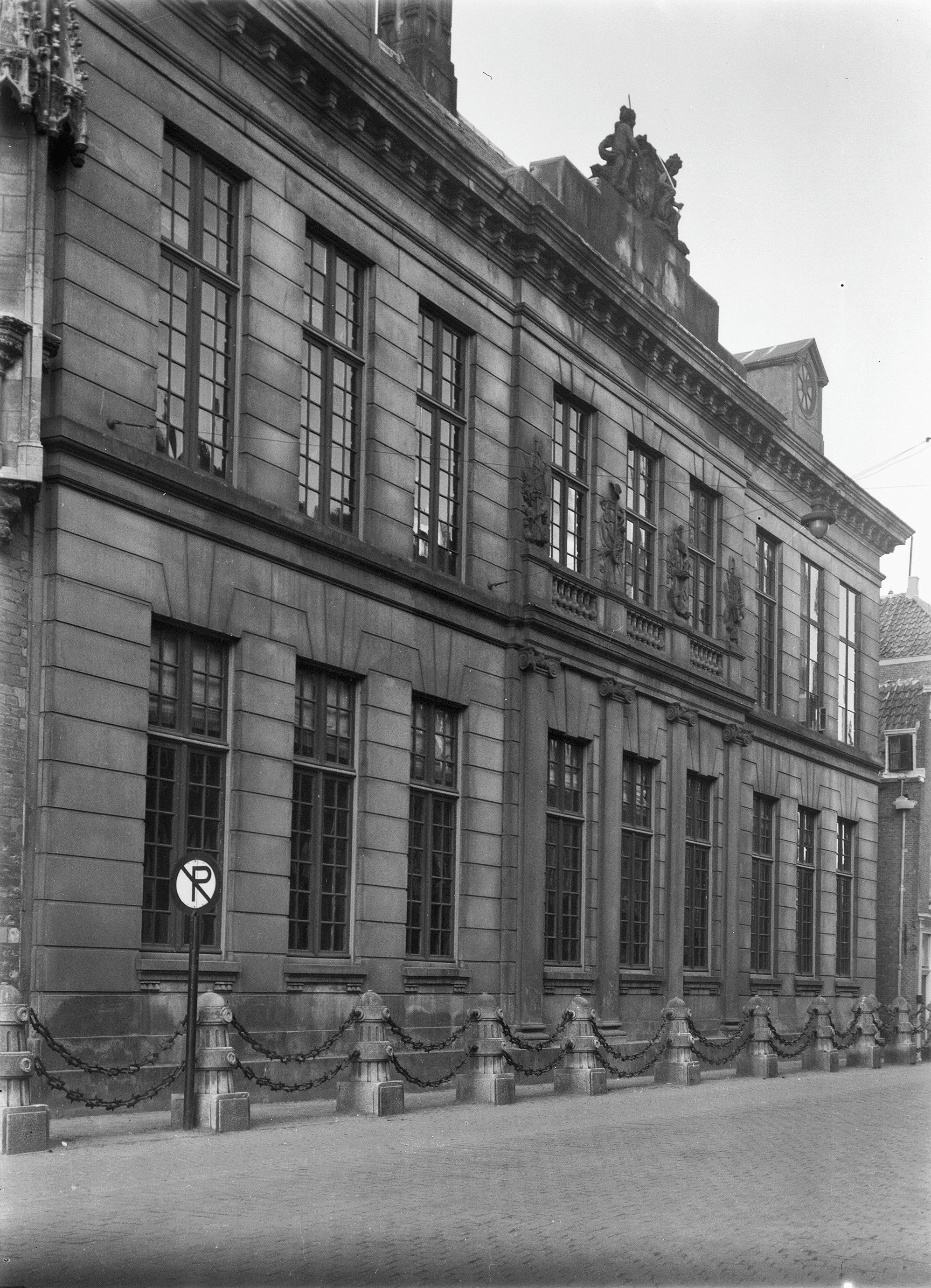
De in 1940 verwoeste zijvleugel uit 1780-1784.

In 1670 werd aan de Noordstraat een nieuwe zijvleugel opgetrokken, die van 1780 tot 1784 door de landsarchitect van Zeeland, Coenraad Kayser, werd verlengd en van een nieuwe neoclassicistische façade werd voorzien. De hele gevel was in scherp gesneden blokwerk uitgevoerd, en tegen de onderste verdieping van de middenrisaliet werden vier Ionische pilasters geplaatst.

### Restauratie

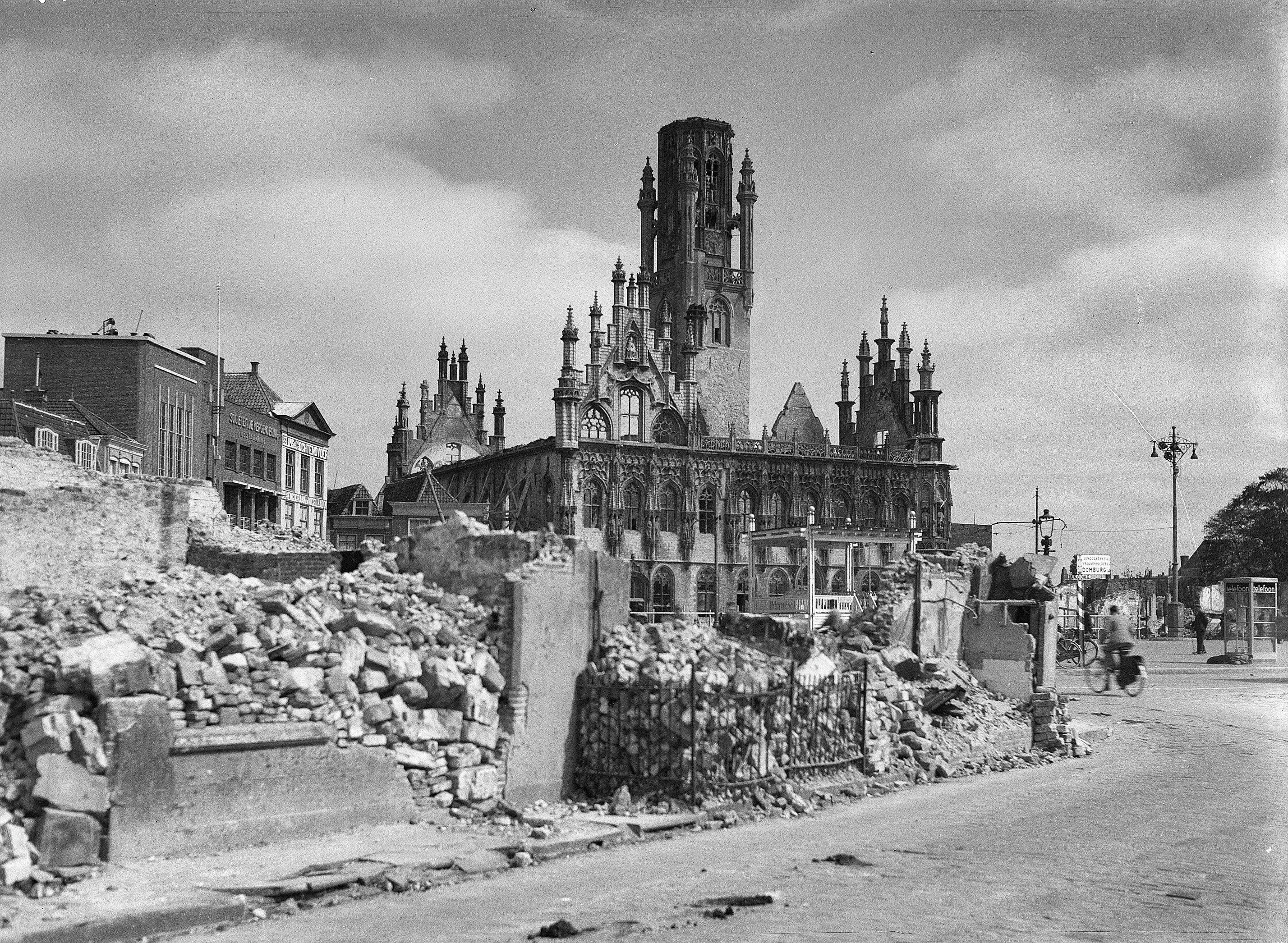
Het stadhuis na de brand van 17 mei 1940.

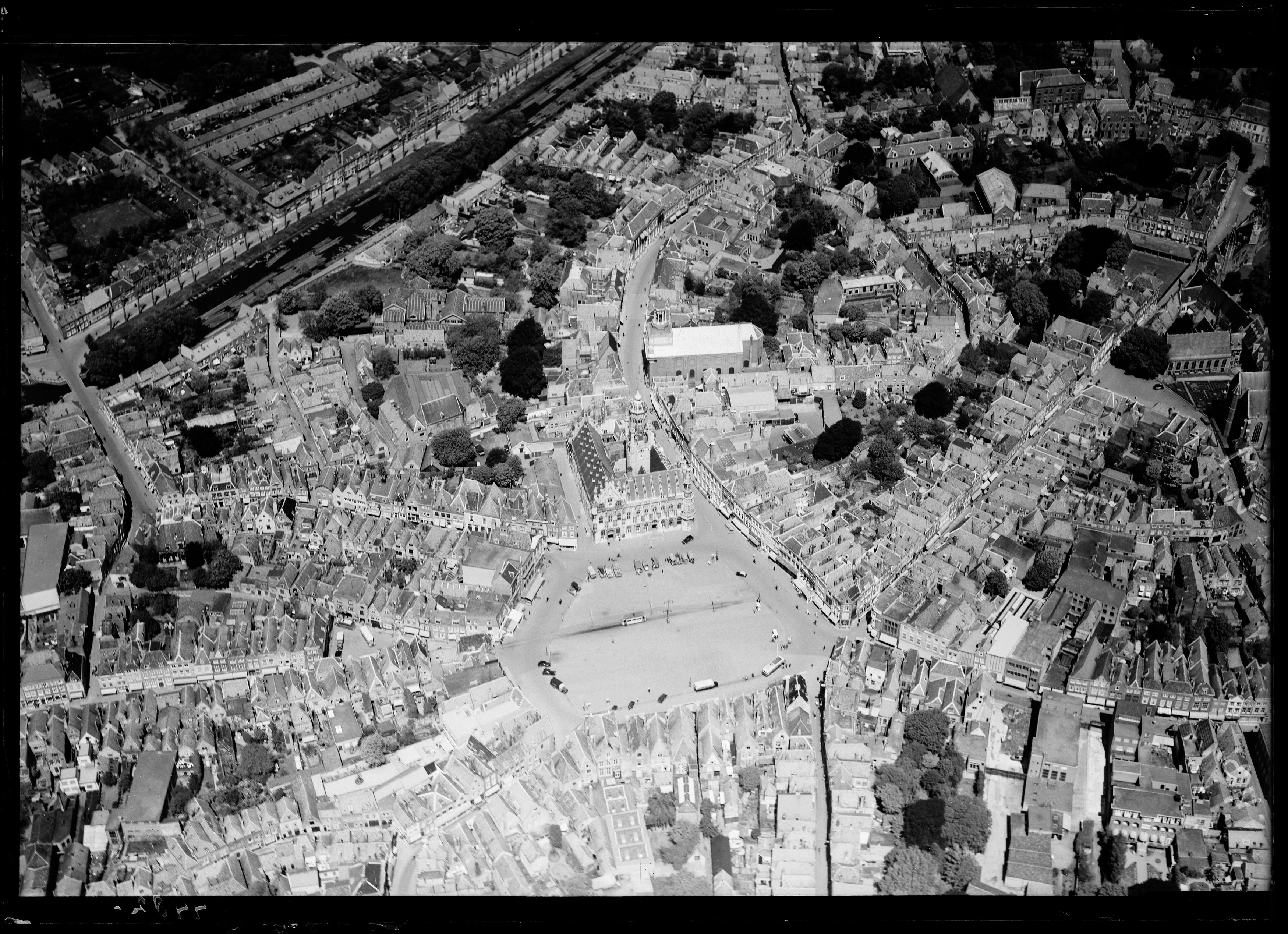
Stadhuis en omgeving (periode 1920-1940).

In de periode 1881-1918 werd het stadhuis onder leiding van Pierre Cuypers gerestaureerd. De 25 beelden van de Zeeuwse graven en gravinnen werden vervangen door exemplaren die in het Atelier Cuypers-Stoltzenberg te Roermond werden vervaardigd. Daarnaast werd een balustrade, bestaande uit zeven verschillende bewerkte vakken, op het dak aangebracht en werd de onderzijde van de Choertoren (de kleine traptoren op de hoek van de Markt en Lange Noordstraat) gerestaureerd. De restauratie van de voorgevel kwam in 1912 gereed. Tussen 1912 en 1918 werd het Gotische gedeelte van de gevel in de Noordstraat onder handen genomen. De zonnewijzer in de topgevel van de Vleeshal werd bij de werkzaamheden verwijderd en kwam na diverse omzwervingen in 1995 terug op zijn oorspronkelijke plaats.

### Brand en wederopbouw
Op 17 mei 1940 werd Middelburg getroffen door een enorme stadsbrand als gevolg van oorlogshandelingen. Op die dag werd het centrum van Middelburg verwoest. Van het stadhuis bleven enkel de zwartgeblakerde muren overeind, het gehele interieur (waaronder het stadsarchief) ging verloren. Kort na de verwoesting werd begonnen met de wederopbouw. Men besloot om de gevels van het oude raadhuis in Gotische stijl te herstellen en een deel nieuwbouw in aangepaste stijl toe te voegen; de neoclassicistische vleugel aan de Noordstraat werd daarbij niet herbouwd. Onder leiding van de architecten H. van Heeswijk en M.J.J. van Beveren werden de werkzaamheden uitgevoerd. Op 18 augustus 1950 werd het gerestaureerde stadhuis door koningin Juliana opnieuw in gebruik gesteld.

### Huidig gebruik

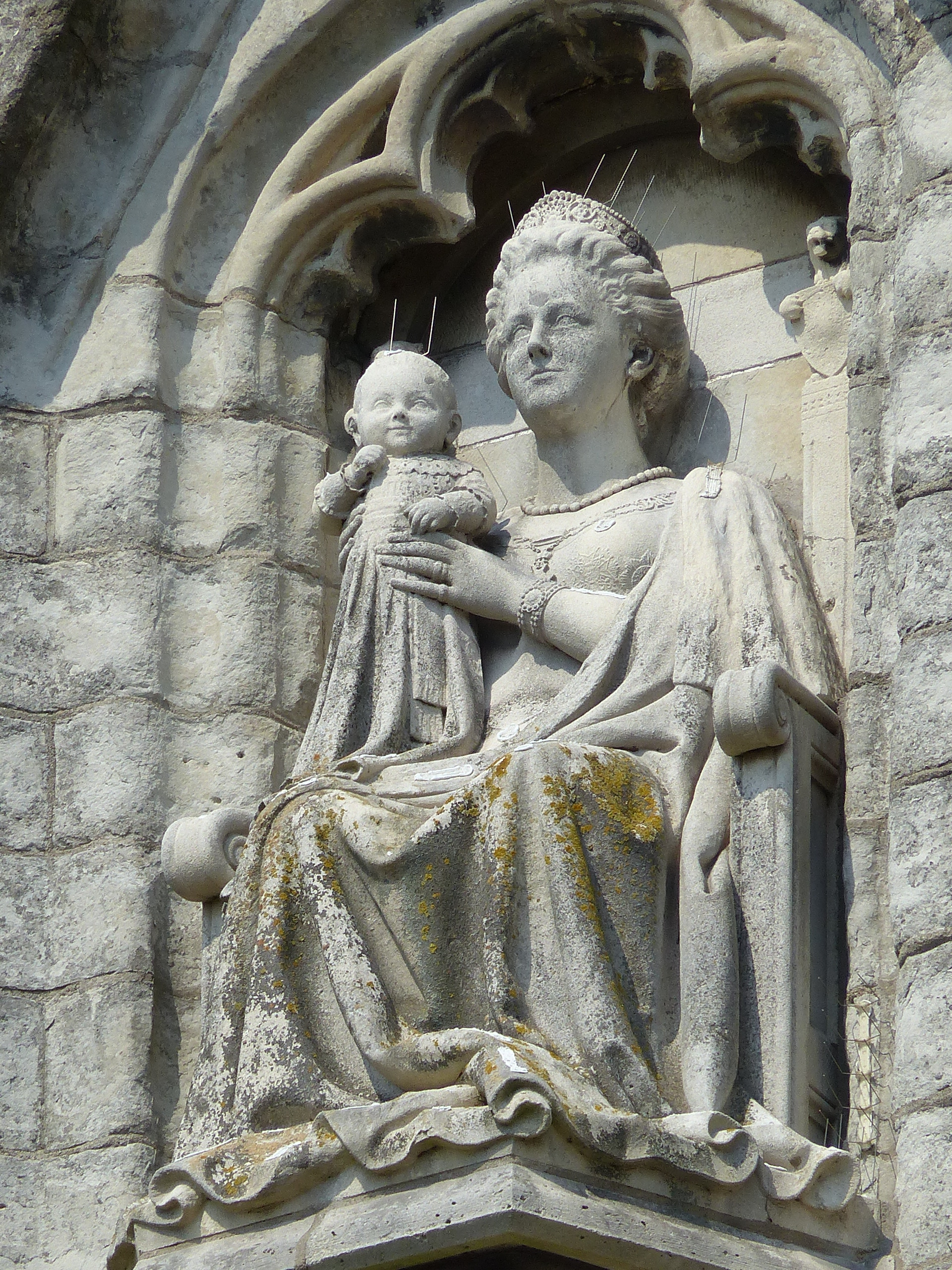
Koningin Wilhelmina en prinses Juliana in de gevel van het stadhuis.

De gemeente Middelburg heeft tot 2004 gebruik gemaakt van het stadhuis. In dat jaar vertrokken gemeentebestuur en ambtenaren naar een nieuw stadskantoor aan het Kanaal door Walcheren. Er werd al snel een nieuwe invulling gevonden want op 31 augustus 2004 opende koningin Beatrix de Roosevelt Academy, sinds 2013 University College Roosevelt (UCR). Op de UCR wordt de eerste fase van het universiteit onderwijs aangeboden, een fase die beter bekend is als de bachelorfase. De voormalige vleeshal van het vroegere stadhuis kent sinds de jaren zeventig een nieuwe invulling: de Vleeshal, een expositiegebouw voor beeldende kunst beheerd door de Stichting Beeldende Kunst Middelburg (SBKM), met elke drie maanden wisselende tentoonstellingen.

## Beelden

### Gravenbeelden
In de voorgevel bevinden zich 25 beelden die de graven en gravinnen die over Zeeland hebben geregeerd moeten voorstellen. De 'steenen persoenagien' werden in 1516 door de Mechelse steenhouwer Michiel Ywijnszoon geleverd. De rij beelden begint bij Dirk V en eindigt bij Karel V. De laatste landsheer, Filips II, komt niet in de beeldengalerij voor. Waarschijnlijk is de Tachtigjarige Oorlog de oorzaak voor het niet plaatsen van zijn beeld. Er was nog plek voor nieuwe gravenbeelden in de gevel van de Lange Noordstraat, maar doordat Filips II als heerser werd afgezet in 1581 (Plakkaat van Verlatinghe) zijn er geen nieuwe beelden meer bijgekomen. Oorspronkelijk waren de beelden in felle kleuren beschilderd (gepolychromeerd). Tijdens de restauratie van 1881-1918 werden alle beelden verwijderd en vervangen door nieuwe exemplaren. Enkele fragmenten worden in de Vleeshal bewaard. Er was niet alleen kritiek op de vormgeving van de nieuwe gravenbeelden maar ook op de manier waarop Cuypers omging met de oude beelden. De oude resten werden op 'schandelijke manier verkwanseld of stukgeslagen'.

### Koningin Wilhelmina en prinses Juliana
In de topgevel van de Vleeshal werd op 30 april 1910 een beeld van koningin Wilhelmina en prinses Juliana onthuld. Een jaar voordien werd Juliana geboren en dat was voldoende aanleiding voor de gemeente Middelburg om een beeld te laten maken. De opdracht werd gegund aan Pierre Cuypers die nauw betrokken was bij de restauratie van het stadhuis. Het beeld heeft veel weg van een Madonna met kind, dat was dan ook exact de kritiek van het gemeentebestuur bij het zien van het beeld. Cuypers antwoordde dat de rechtstandige positie juist bedoeld was om de prinses goed aan het publiek te laten zien.

## Vertrekken in het stadhuis

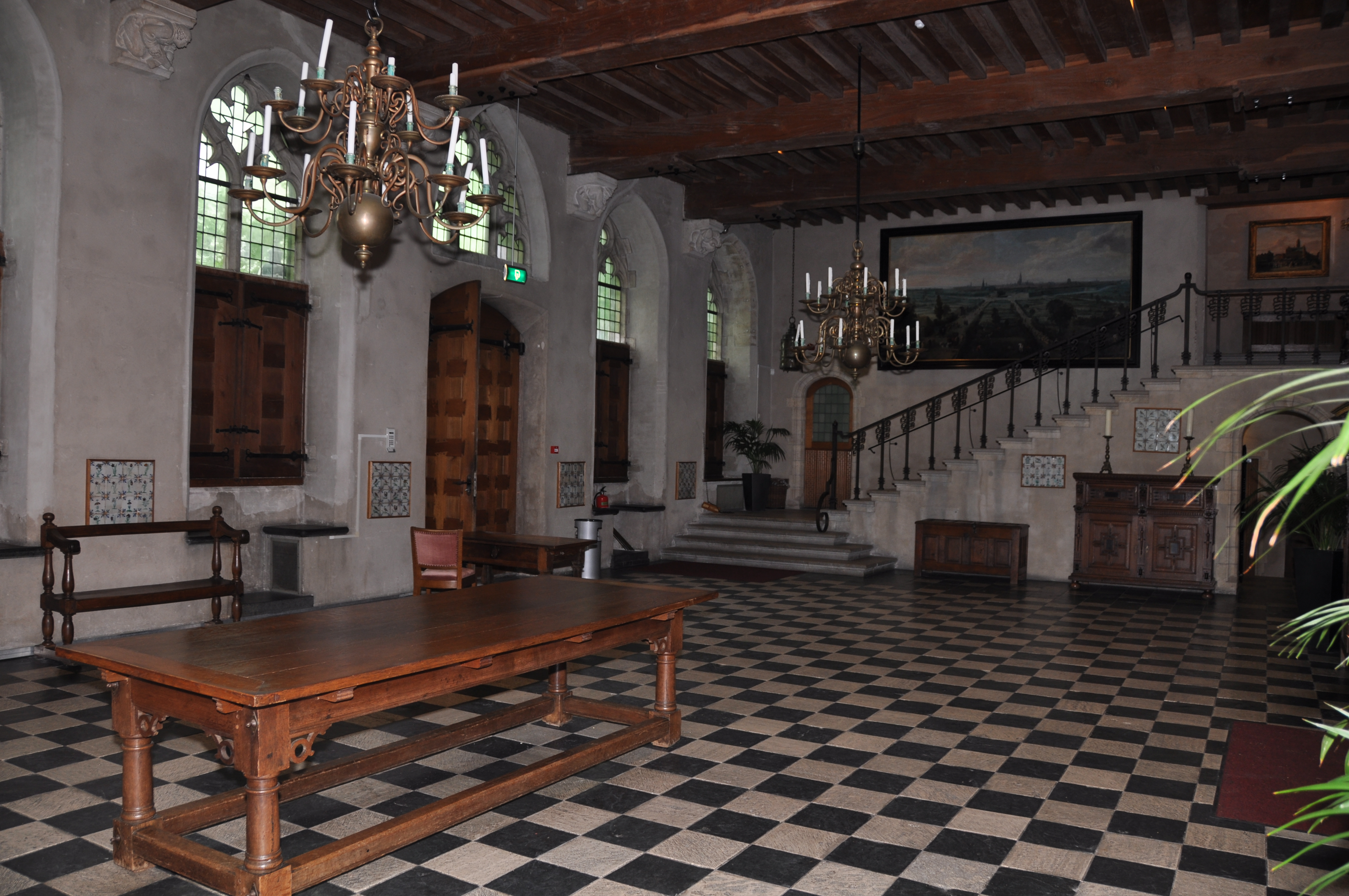
Gezicht op de ontvangsthal

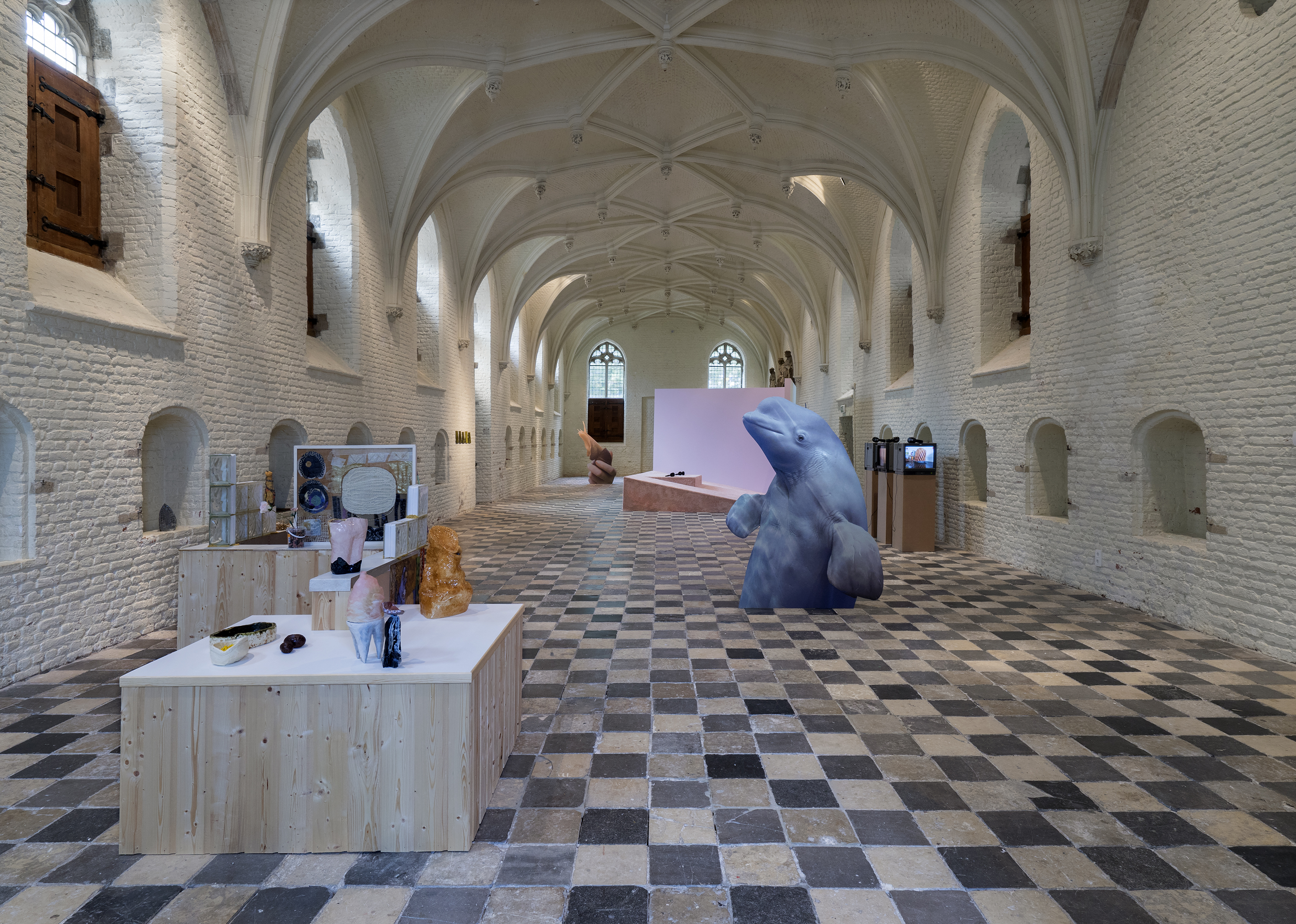
De tentoonstelling ‘Survival Guides for Ballroom Dancers, Renovators, Softball Moms, Working Parents and Troubled Folk in General’ in de Vleeshal

In de ontvangsthal was vroeger de 'hoge vierschaar' gevestigd, belast met de berechting van zware criminele zaken. Het stadhuis wordt ook gebruikt voor trouwerijen, die plaatsvinden in de 'trouwzaal'. In deze ruimte was de 'ordinaire vierschaar' gesitueerd, belast met de berechting van kleine misdrijven.
De functie als stadhuis is nog te herkennen in twee vertrekken. In de raadzaal werden tot 2004 de gemeenteraadsvergaderingen gehouden. De B&W-kamer werd gebruikt voor vergaderingen van het college van burgemeester en wethouders. Het meubilair in beide kamers stamt nog uit de tijd dat het stadhuis als zodanig werd gebruikt. Boven de Vleeshal bevindt zich tegenwoordig de Burgerzaal die gebruikt wordt voor officiële ontvangsten. Voorheen diende dit vertrek als Lakenhal.
Vóór de Tweede Wereldoorlog was er een museum in het stadhuis gevestigd (de stedelijke oudheidkamer). De museale voorwerpen gingen met het grootste gedeelte van het toenmalige stadsarchief op 17 mei 1940 door brand ten gevolge van oorlogshandelingen verloren. Al tijdens de Tweede Wereldoorlog begon men met de wederopbouw en ‘heraankleding’ van het stadhuis. De voorwerpen die zich thans in de collectie bevinden zijn zowel gemeentelijk eigendom als bruiklenen.

## Trivia
- In 2009 werd door Trouw een verkiezing van het mooiste gebouw van Nederland georganiseerd waarbij het stadhuis van Middelburg op de tweede plaats eindigde.
- De kleuren van de raamluiken (geel, wit en rood) verwijzen naar de oorspronkelijke vlag van Middelburg. Deze stadsvlag bestond uit drie horizontale banen: geel boven, wit in het midden en rood onder. Op 22 april 1974 werd deze vlag door de gemeente vervangen en werd de rode vlag met gouden burcht officieel als gemeentevlag vastgesteld.